# Општина Рознов (Њамц)
Рознов (рум. Roznov) општина је у Румунији у округу Њамц.
Oпштина се налази на надморској висини од 271 m.